# Nicholas Soames
Arthur Nicholas Winston Soames, barone Soames di Fletching (Croydon, 12 febbraio 1948), è un politico britannico del Partito Conservatore.

## Biografia
Suo padre era il politico conservatore britannico Barone Christopher Soames e sua madre era l'arristrocratica britannica Lady Mary Soames, figlia di Winston Churchill. Suo fratello è l'imprenditore Rupert Soames. Ha frequentato l'Eton College e ha studiato alla Mons Officer Cadet School di Aldershot. Dal 1967 al 1975 è stato membro del British Army. Come ufficiale, è stato scudiero di Carlo, principe di Galles dal 1970 al 1972.
Dall'elezione generale britannica nel 1983, è stato membro del Partito Conservatore alla Camera dei comuni per 36 anni. Dal 1992 al 1994 è stato Segretario di Stato parlamentare presso il Ministero dell'agricoltura e dal 1994 al 1997 Segretario di Stato presso il Ministero della difesa del Regno Unito nel gabinetto di John Major. È membro del Privy Council.
Nel Referendum sulla permanenza del Regno Unito nell'Unione europea nel 2016, si è espresso contro la Brexit, ma l'ha sostenuta in tutte le votazioni alla Camera dei comuni dopo la vittoria ravvicinata dei Brexiteers. Tuttavia, ha insistito sulla conclusione di un accordo sulla Brexit con l'UE al fine di garantire un'uscita regolare dal Regno Unito. Il 4 settembre 2019, dopo la sua decisione parlamentare alla Camera dei Comuni di votare per la prima volta con l'opposizione per evitare un'uscita senza accordo, è stato espulso dal gruppo del Partito Conservatore insieme ad altri 20 parlamentari su istruzioni di Boris Johnson. Non è più un membro eletto della Camera dei comuni dal 6 novembre 2019.
Soames è stato sposato con Catherine Weatherall dal 1981 al 1988 ed è sposato con Serena Smith dal 1993 e ha tre figli.
Il 14 ottobre 2022 è stato annunciato che, nell'ambito dei Political Honours del 2022, Soames sarebbe stato nominato pari a vita. Il 28 dello stesso mese è stato creato barone Soames di Fletching, di Fletching nella contea dell'East Sussex.

## Ascendenza
|                                             |                          |                                                 | Genitori                        |  |  | Nonni |  |  | Bisnonni      |  |  | Trisnonni     |  |
|                                             |                          |                                                 |                                 |  |  |       |  |  | Harold Soames |  |  | Arthur Soames |  |
|                                             |                          |                                                 |                                 |  |  |       |  |  | Harold Soames |  |  | Arthur Soames |  |
|                                             |                          | Anna Amelia Gilstrap                            |                                 |  |  |       |  |  | Harold Soames |  |  |               |  |
| Arthur Granville Soames                     |                          |                                                 |                                 |  |  |       |  |  | Harold Soames |  |  |               |  |
|                                             |                          | Katharine Mary Hill                             | George Hill                     |  |  |       |  |  |               |  |  |               |  |
|                                             |                          | Katharine Mary Hill                             | George Hill                     |  |  |       |  |  |               |  |  |               |  |
|                                             |                          | Katharine Mary Hill                             | Georgina Marian Wilkins         |  |  |       |  |  |               |  |  |               |  |
| Christopher Soames, barone Soames           |                          | Katharine Mary Hill                             |                                 |  |  |       |  |  |               |  |  |               |  |
|                                             |                          | Charles Woodbyne Parish                         | Woodbine Parish                 |  |  |       |  |  |               |  |  |               |  |
|                                             |                          | Charles Woodbyne Parish                         | Woodbine Parish                 |  |  |       |  |  |               |  |  |               |  |
|                                             |                          | Charles Woodbyne Parish                         | Louisa Ann Hubbard              |  |  |       |  |  |               |  |  |               |  |
| Hope Mary Woodbine Parish                   |                          | Charles Woodbyne Parish                         |                                 |  |  |       |  |  |               |  |  |               |  |
|                                             |                          | Helen Jane Sandilands                           | John Sandilands                 |  |  |       |  |  |               |  |  |               |  |
|                                             |                          | Helen Jane Sandilands                           | John Sandilands                 |  |  |       |  |  |               |  |  |               |  |
|                                             |                          | Helen Jane Sandilands                           | Helen Hope                      |  |  |       |  |  |               |  |  |               |  |
| Nicholas Soames, barone Soames di Fletching |                          | Helen Jane Sandilands                           |                                 |  |  |       |  |  |               |  |  |               |  |
|                                             | Randolph Henry Churchill | John Spencer-Churchill, VII duca di Marlborough |                                 |  |  |       |  |  |               |  |  |               |  |
|                                             | Randolph Henry Churchill | John Spencer-Churchill, VII duca di Marlborough |                                 |  |  |       |  |  |               |  |  |               |  |
|                                             | Randolph Henry Churchill | Frances Anne Vane-Stewart                       |                                 |  |  |       |  |  |               |  |  |               |  |
| Winston Churchill                           | Randolph Henry Churchill |                                                 |                                 |  |  |       |  |  |               |  |  |               |  |
|                                             |                          | Jennie Jerome                                   | Leonard Jerome                  |  |  |       |  |  |               |  |  |               |  |
|                                             |                          | Jennie Jerome                                   | Leonard Jerome                  |  |  |       |  |  |               |  |  |               |  |
|                                             |                          | Jennie Jerome                                   | Clarissa Hall                   |  |  |       |  |  |               |  |  |               |  |
| Mary Churchill                              |                          | Jennie Jerome                                   |                                 |  |  |       |  |  |               |  |  |               |  |
|                                             |                          | Henry Montague Hozier                           | James Hozier                    |  |  |       |  |  |               |  |  |               |  |
|                                             |                          | Henry Montague Hozier                           | James Hozier                    |  |  |       |  |  |               |  |  |               |  |
|                                             |                          | Henry Montague Hozier                           | Catherine Margaret Feilden      |  |  |       |  |  |               |  |  |               |  |
| Clementine Hozier                           |                          | Henry Montague Hozier                           |                                 |  |  |       |  |  |               |  |  |               |  |
|                                             |                          | Henrietta Blanche Ogilvy                        | David Ogilvy, X conte di Airlie |  |  |       |  |  |               |  |  |               |  |
|                                             |                          | Henrietta Blanche Ogilvy                        | David Ogilvy, X conte di Airlie |  |  |       |  |  |               |  |  |               |  |
|                                             |                          | Henrietta Blanche Ogilvy                        | Henrietta Blanche Stanley       |  |  |       |  |  |               |  |  |               |  |
|                                             |                          | Henrietta Blanche Ogilvy                        |                                 |  |  |       |  |  |               |  |  |               |  |